# 마리면
마리면(馬利面)은 대한민국 경상남도 거창군의 면이다. 거창군의 서쪽 끝에 위치하여 함양군 안의면과 서남경계, 동쪽으로는 거창읍, 북쪽으로 위천면과 접하고 있으며, 북쪽으로는 덕유대간, 동쪽으로는 취우령, 서남쪽으로는 기백산으로 둘러 쌓인 해발 230m의 산간 소분지이다. 동서로 국도 제3호선과 남북으로 국도 제37호선이 지나는 중심부로 관광동맥이 합류하는 교통 요충지이며, 논농사 중심인 중산간 평야로서 한우사육, 딸기, 수박 등의 시설하우스 작물 재배로 소득을 증대하고 있다.

## 연혁
통일신라시대에 마리현을 이안현으로 바꾸어 천령군(함양)에 편입, 1390년 고려시대 공양왕 2년 가음현(안의)에 편입되었으며, 1895년 조선 고종 32년 제현을 군으로 바꾸면서 본면의 북부를 동리면 남부를 남리면으로 나누었다. 1914년 안의군 동리면과 남리면을 합하여 마리면으로 칭하고 거창군에 편입되었다. 1982년 2월 15일 행정구역 개편으로 거창읍 송정리 일부가 마리면 하고리에 편입되었으며, 1989년 1월 30일 현 청사를 신축하였다.

## 행정 구역
- 하고리
- 월계리
- 말흘리
- 영승리
- 고학리
- 대동리
- 율리

## 교육
- 마리초등학교
- 마리중학교